# Еліо Джермано
Е́ліо Джерма́но (італ. Elio Germano; 25 вересня 1980, Рим, Італія) — італійський актор та театральний режисер.

## Біографія
Еліо Джермано народився 25 вересня 1980 року в Римі. Уперше потрапив на знімальний майданчик, коли йому було 13 років. Режисери Франческо Кастеллано і Джузеппе Моччиа дали Еліо головну роль Андреа в комедії «Ти зламав тата» (італ. Ci hai rotto papà). У 18 років він знявся в серіалі «Сімейний лікар» (1998), а в 19 отримав одну з провідних ролей в молодіжних комедіях «Солодкий як мед» та «Усе небо в одній кімнаті» (обидва 2009).
У 20 років Еліо Джермано працював на одному знімальному майданчику із Серджіо Кастеллітто в біографічному телефільмі «Падре Піо» (2000), де грав роль героя Кастеллітто Франческо Форджоне в молодому віці. У наступному своєму фільмі ― «Нечесна конкуренція» (2001) ― він знімався з Жераром Депардьє. Історія взаємовідносин двох торговців за часів нацистської окупації Франції мала успіх, отримавши головний приз Московського кінофестивалю.
У 2003 році в біографічному фільмі «Феррарі» Еліо Джермано втілив роль знаменитого конструктора і підприємця Енцо Феррарі у 18-річному віці, роль якого дорослого зіграв Серджіо Кастеллітто.
Найбільшу увагу Джермано привернув до себе в 2005 році, зігравши в телевізійному трилері Даріо Ардженто «Вам подобається Хічкок?» прихильника Гічкока студента Джуліо, який розплутує детективну історію. Після цієї роботи Джермано зіграв у стрічці Абеля Феррари «Марія» (2005) з Жульєт Бінош у головній ролі, в драмі Луки Гуаданьїно «Мелісса: Інтимний щоденник» (2005) з Марією Вальверде та «Кримінальному романі» (2005) Мікеле Плачідо.
Прорив у аксторській кар'єрі Еліо Джермано стався в 2007 році, коли Даніеле Лукетті зняв його в головній ролі в драмі «Мій брат — єдина дитина в сім'ї». За цю роботу Джермано отримав низку професійних кінонагород, зокрема італійську національну кінопремію «Давид ді Донателло» в категорії «Найкращий актор», та став популярним актором в Італії. Наступні роботи прославили Еліо за межами країни: «Полеглі герої» (2007) з Ірен Жакоб, «Як велів Бог» (2008) Габріеле Сальватореса, «Дев'ять» (2009) Роба Маршалла.
У 2010 році Еліо Джермано втілив одну зі своїх найкращих ролей: у стрічці «Наше життя» він зіграв робітника, що протистоїть життєвій несправедливості. За цю роль актор був удостоєний премії за найкращу чоловічу роль на 63-му Каннському міжнародному кінофестивалі, премії «Давид ді Донателло» та ще низку кінопремій.
У 2012 році Джермано зіграв у тріумфальному фільмі Ферзана Озпетека «Чудова присутність», де втілив роль привабливого актора-гея, який виявив в новому будинку привидів знаменитих колег минулого століття.
2015 року на екрани вийшов трилер за романом Себастьяна Жапрізо «Дама в окулярах із рушницею в авто» французького режисера Жоанна Сфара, в якому Джермано зіграв одну з головних ролей.
У 2017 році в драмі режисера Джанні Амеліо «Ніжність» Еліо Джермано зіграв роль Фабіо, за яку у 2018 році був номінований як найкращий актор другого плану на премію «Давид ді Донателло».

## Фільмографія
| Рік  |     | Українська назва                        | Оригінальна назва                                 | Роль                            |
| ---- | --- | --------------------------------------- | ------------------------------------------------- | ------------------------------- |
| 1993 | ф   | Ти зламав тата                          | Ci hai rotto papà                                 | Андреа Чекконі                  |
| 1998 | с   | Сімейний лікар                          | Un medico in famiglia                             | Роберто «Ер Пастика» Паломбі    |
| 1999 | ф   | Усе небо в одній кімнаті                | Il cielo in una stanza                            | Паоло                           |
| 1999 | тф  | Солодкий як мед                         | Cornetti al miele                                 |                                 |
| 2000 | тф  | Панотець Піо                            | Padre Pio                                         | Франческо Форджоне (у 16 років) |
| 2001 | ф   | Нечесна конкуренція                     | Concorrenza sleale                                | Паоло Меркйорі                  |
| 2002 | тф  | Викрадений                              | Il sequestro Soffiantini                          | Паоло Соффіантіні               |
| 2002 | тф  | Заради кохання                          | Per amore                                         | Габріеле                        |
| 2002 | ф   | Останній етап                           | Ultimo stadio                                     | Білло                           |
| 2002 | ф   | Дихання                                 | Respiro                                           | П'єр Луїджі                     |
| 2002 | тф  | Батьки                                  | Padri                                             | Джакомо                         |
| 2003 | тф  | Феррарі                                 | Ferrari                                           | Енцо Феррарі у 18 років         |
| 2003 | ф   | Зараз або ніколи                        | Ora o mai più                                     | Довері                          |
| 2003 | ф   | Вільні                                  | Liberi                                            | Вінс                            |
| 2004 | ф   | Що з нами буде?                         | Che ne sarà di noi                                | Мануель                         |
| 2004 | тф  | Суддя честі                             | Paolo Borsellino                                  | Манфреді Борселліно             |
| 2004 | кф  | Я не можу зупинити блювоту              | Non riesco a smettere di vomitare                 | Альфредо                        |
| 2005 | тф  | Вам подобається Хічкок?                 | Ti piace Hitchcock?                               | Джильйо                         |
| 2005 | ф   | Хто винен, крихітко?                    | Quo Vadis, Baby?                                  | Лучо                            |
| 2005 | ф   | Марія                                   | Mary                                              | Матвій                          |
| 2005 | ф   | Кримінальний роман                      | Romanzo criminale                                 | Іль Сорчо                       |
| 2005 | ф   | Мелісса: Інтимний щоденник              | Melissa P.                                        | Арнальдо                        |
| 2005 | ф   | Кров: смерть не існує                   | Sangue: La morte non esiste                       | Юрій                            |
| 2006 | ф   | Палата 22                               | Padiglione 22                                     | чоловік-дитина                  |
| 2006 | ф   | Н (я і Наполеон)                        | N (Io e Napoleone)                                | Мартіно Папуччі                 |
| 2007 | ф   | Мій брат — єдина дитина в сім'ї         | Mio fratello è figlio unico                       | Аччо Бенассі                    |
| 2007 | ф   | Полеглі герої                           | Nessuna qualità agli eroi                         | Лука                            |
| 2008 | ф   | Хто рано встає, того удача чекає        | Il mattino ha l'oro in bocca                      | Марко                           |
| 2008 | ф   | Усе життя попереду                      | Tutta la vita davanti                             | Лучо 2                          |
| 2008 | ф   | Викличте Саломе                         | Chiamami Salomè                                   | пророк                          |
| 2008 | ф   | Минуле — чужа земля                     | Il passato è una terra straniera                  | Джорджо                         |
| 2008 | ф   | Як велить Бог                           | Come Dio comanda                                  | Quattro Formaggi                |
| 2009 | ф   | Красиві люди                            | La bella gente                                    | Джильйо                         |
| 2009 | ф   | Дев'ять                                 | Nine                                              | П'єрпаоло                       |
| 2010 | ф   | Наше життя                              | La nostra vita                                    | Клаудіо                         |
| 2010 | ф   | Початок кінця                           | Das Ende ist mein Anfang                          | Фолко Терзані                   |
| 2011 | ф   | Пливуть хмари                           | Qualche nuvola                                    | продавець                       |
| 2012 | ф   | Школа «Діаз»                            | Diaz — Don't Clean Up This Blood                  | Лука Гультьєрі                  |
| 2012 | тф  | Обличчя ангела                          | Faccia d'angelo                                   | Іль Тосо                        |
| 2012 | ф   | Чудова присутність                      | Magnifica presenza                                | П'єтро                          |
| 2012 | ф   | Хазяї будинку                           | Padroni di casa                                   | Елія                            |
| 2012 | ф   | Останнє колесо вагону                   | L'ultima ruota del carro                          | Ернесто                         |
| 2014 | ф   | Неймовірна молода людина                | Il giovane favoloso                               | Джакомо Леопарді                |
| 2015 | ф   | Дама в окулярах із рушницею в авто      | La dame dans l'auto avec des lunettes et un fusil | Стефано, на прізвисько «Жорж»   |
| 2015 | док | Прекрасна і загублена                   | Bella e perduta                                   | Сарк'японе                      |
| 2015 | ф   | Субурра                                 | Suburra                                           | Себастьяно                      |
| 2015 | ф   | Аляска                                  | Alaska                                            | Фаусто                          |
| 2016 | ф   | Друг (Франциск Ассізький та його брати) | L'ami — François d'Assise et ses frères           | Франциск Ассізький              |
| 2016 | тф  |                                         | In Arte Nino                                      | Ніно Манфреді                   |
| 2017 | ф   | Проблема з кармою                       | Questione di Karma                                | Маріо Пітагора                  |
| 2017 | ф   | Ніжність                                | La tenerezza                                      | Фабіо                           |
| 2018 | ф   | Я — мільярдер                           | Io sono Tempesta                                  | Бруно                           |

## Нагороди та номінації
| Рік                                               | Категорія                                            | Фільм                                                | Результат |
| ------------------------------------------------- | ---------------------------------------------------- | ---------------------------------------------------- | --------- |
| Премія «Давид ді Донателло»                       |                                                      |                                                      |           |
| 2004                                              | Найкращий актор другого плану                        | Що з нами буде?                                      | Номінація |
| 2007                                              | Найкращий актор                                      | Мій брат — єдина дитина в сім'ї                      | Перемога  |
| 2011                                              | Найкращий актор                                      | Наше життя                                           | Перемога  |
| 2012                                              | Найкращий актор                                      | Чудова присутність                                   | Номінація |
| 2015                                              | Найкращий актор                                      | Неймовірна молода людина                             | Перемога  |
| 2018                                              | Найкращий актор другого плану                        | Ніжність                                             | Номінація |
| Італійський національний синдикат кіножурналістів |                                                      |                                                      |           |
| 2005                                              | «Срібна стрічка» найкращому акторові другого плану   | Що з нами буде?                                      | Номінація |
| 2007                                              | Нагорода Гульєльмо Біраджі                           | Я і Наполеон                                         | Перемога  |
| 2008                                              | «Срібна стрічка» найкращому акторові                 | Мій брат — єдина дитина в сім'ї Полеглі герої        | Перемога  |
| 2010                                              | «Срібна стрічка» найкращому акторові                 | Наше життя                                           | Перемога  |
| 2012                                              | «Срібна стрічка» найкращому акторові                 | Чудова присутність                                   | Номінація |
| 2014                                              | «Срібна стрічка» найкращому акторові                 | Останнє колесо вагону                                | Номінація |
| 2015                                              | «Срібна стрічка» року                                | Неймовірна молода людина (спільно з Маріо Мартоне)   | Перемога  |
| 2015                                              | Нагорода Persol                                      | Нагорода Persol                                      | Перемога  |
| 2016                                              | «Срібна стрічка» найкращому акторові                 | Аляска                                               | Номінація |
| Премія «Золотий кубок»                            |                                                      |                                                      |           |
| 2005                                              | Найкращий комедійний актор                           | Що з нами буде?                                      | Номінація |
| 2007                                              | Найкращий комедійний актор                           | Я і Наполеон                                         | Перемога  |
| 2008                                              | Найкращий комедійний актор                           | Мій брат — єдина дитина в сім'ї                      | Перемога  |
| 2009                                              | Найкращий комедійний актор                           | Усе життя попереду                                   | Номінація |
| 2009                                              | Найкращий драматичний актор                          | Минуле — чужа земля Як велить Бог                    | Номінація |
| 2013                                              | Найкращий драматичний актор                          | Хазяї будинку                                        | Номінація |
| Італійська федерація артхаусного кіно (FICE)      |                                                      |                                                      |           |
| 2005                                              | Найкращий молодий актор                              | Кров: смерть не існує                                | Перемога  |
| Премія «Золотий глобус» (Італія)                  |                                                      |                                                      |           |
| 2007                                              | Найкращий акторський прорив                          | Мій брат — єдина дитина в сім'ї Я і Наполеон         | Перемога  |
| 2008                                              | Найкращий актор                                      | Полеглі герої                                        | Номінація |
| 2011                                              | Найкращий актор                                      | Наше життя                                           | Номінація |
| 2015                                              | Найкращий актор                                      | Чудова присутність                                   | Перемога  |
| Премія «Золота хлопавка»                          |                                                      |                                                      |           |
| 2007                                              | Найкращий актор                                      | Мій брат — єдина дитина в сім'ї                      | Перемога  |
| 2012                                              | Найкращий актор                                      | Чарівна присутніст                                   | Перемога  |
| 2015                                              | Найкращий актор                                      | Неймовірна молода людина                             | Перемога  |
| Премія Європейської кіноакадемії                  |                                                      |                                                      |           |
| 2007                                              | Найкращий європейський актор                         | Мій брат — єдина дитина в сім'ї                      | Номінація |
| 2010                                              | Найкращий європейський актор                         | Наше життя                                           | Номінація |
| Премія «Кінео» (Італія)                           |                                                      |                                                      |           |
| 2007                                              | Найкращий актор                                      | Хто рано встає, того удача чекає                     | Номінація |
| 2007                                              | Найкращий актор                                      | Мій брат — єдина дитина в сім'ї                      | Перемога  |
| 2007                                              | Найкращий актор другого плану                        | Усе життя попереду                                   | Номінація |
| 2012                                              | Найкращий актор                                      | Школа «Діаз»                                         | Номінація |
| Берлінський міжнародний кінофестиваль             |                                                      |                                                      |           |
| 2008                                              | Нагорода European Film Promotion (EFP) Shooting Star | Нагорода European Film Promotion (EFP) Shooting Star | Перемога  |
| Каннський міжнародний кінофестиваль               |                                                      |                                                      |           |
| 2010                                              | Приз за найкращу чоловічу роль                       | Наше життя                                           | Перемога  |
| Міжнародний кінофестиваль у Барі                  |                                                      |                                                      |           |
| 2011                                              | Найкращий актор                                      | Наше життя                                           | Перемога  |
| Венеційський міжнародний кінофестиваль            |                                                      |                                                      |           |
| 2014                                              | Премія Пазінетті найкращому акторові                 | Неймовірна молода людина                             | Перемога  |
| 2014                                              | Премія Вітторіо Венето найкращому акторові           | Неймовірна молода людина                             | Номінація |